# Torneo Interdepartamental de clubes de fútbol
Se conoce como "Torneo Interdepartamental de clubes de fútbol" a los encuentros de fútbol disputados entre los clubes representantes de dos o más Departamentos de Bolivia, que se diferencian de los Torneos Interdepartamentales de Selecciones.

## Antecedentes
Bolivia es un país extenso geográficamente en el que sus ciudades principales se hallan separadas por varios cientos de kilómetros. De ahí que los "Torneos Interdepartamentales" jugados entre clubes o Selecciones departamentales, fueran un acontecimiento excepcional y de gran importancia en los primeros años del fútbol.
A tal grado la distancia jugó un papel importante en el fútbol boliviano, que no fue hasta 1977 que se pudo organizar un torneo en formato de Liga, pues las distancias y el poco presupuesto con el que contaban antiguamente los equipos, no satisfacía los requerimientos para una constante movilización nacional, problema además muy presente en varios países de Latinoamérica donde los torneos regionales eran más importantes que los nacionales. Es por eso que hasta 1976 se jugaba un primero torneo en cada Departamento de Bolivia y solo los que obtenían los dos primeros puestos (a veces solo uno) acudían al Torneo Nacional.
Esta situación era aún más grave a comienzos del siglo XX donde no existían caminos aptos y el ferrocarril comenzaba su tardío desarrollo en Bolivia

## Primer Interdepartamental de fútbol la historia
Los Torneos Interdepartamentales ya se llevaban a cabo desde finales de siglo XIX en ramas deportivas como el Tenis, Tiro deportivo, Equitación, pero el primer torneo de fútbol se realizó en 1905 entre los clubes Thunder F.B.C. de La Paz y Oruro F.B.C. de Oruro con dos partidos de ida y vuelta, ganando el primero el Oruro F.B.C. por 1 a 0 y el segundo el Thunder F.B.C., también por el mismo marcador.
Lo notable de este partido fue la gran convocatoria de público que atrajo en las dos ciudades, el gran éxito que suscitó este primer enfrentamiento "interdepartamental" y el gran esfuerzo que realizaron los dos clubes para asistir a sus respectivas citas, pues aún no existía camino entre las ciudades de Oruro y La Paz por lo que los viajes tuvieron que realizarse en diligencia por entre las montañas escarpadas que las dividían.
A partir de ese año, los enfrentamientos de este tipo fueron más frecuentes, y añadiendo más departamentos a los enfrentamientos. En 1916 se produciría el primero entre La Paz y Chuquisaca, en 1920 el primero entre La Paz y Cochabamba.

## Desaparición
Con el desarrollo de las vías de comunicación en Bolivia los torneos 'interdepartamentales' fueron siendo cada vez más frecuentes, lo que significó su evolución hacia torneos más organizados y con representantes de más ciudades del país.
Así para los años 40 del siglo XX, se comenzaron a jugar menos 'torneos interdepartamentales' y más 'torneos nacionales', siendo la "Copa Tradición" de 1945 el primer torneo nacional de clubes, aunque se realizó solamente en la ciudad de Oruro, y contó con la participación de 5 Campeones de 5 ciudades distintas.
En 1955 fue La Paz la que organizó el torneo nacional llamado "Integrado" y por primera vez se jugó en más de una ciudad, y en 1964 se creó la Copa Simón Bolívar, el primer torneo de carácter nacional que se realizó con frecuencia anual en el país y la inclusión de los campeones de las 5 Asociaciones Profesionales del país.
Por fin en 1977 se crea la Liga del Fútbol Profesional Boliviano y los 'Torneos Interdepartamentales' se relegan completamente al ámbito de las Selecciones Departamentales en categorías inferiores.

## Interdepartamentales importantes

### Oruro-La Paz
| 1905 | Oruro F.B.C. | 1-0 | Thunder F.B.C. |  |  |

| 1906 | Thunder F.B.C. | 1-0 | Oruro F.B.C. |  |  |

| 2 de noviembre de 1913 | The Strongest F.B.C. | 0-4 | Oruro F.B.C. |  |  |

| 20 de junio de 1915 | Oruro F.B.C. | 0-1 | The Strongest F.B.C. |  |  |

| 20 de julio de 1915 | The Strongest F.B.C. | 1-0 | Oruro F.B.C. |  |  |

| 19 de abril de 1930 | The Strongest | 0-1 | Club Bolívar Nimbles |  |  |

| Junio de 1936 | Club Bolívar Nimbles | - | The Strongest                                |  |  |
|               |                      |   | Ganó The Strongest con resultado desconocido |  |  |

| 5 de julio de 1936 | The Strongest | 1-0 | Club Bolívar Nimbles |  |  |

| Julio de 1936 | The Strongest | - | Oruro Royal           |  |  |
|               |               |   | Resultado desconocido |  |  |

### Sucre-La Paz
| 25 de mayo de 1916 | Club 25 de Mayo | 1-1 | The Strongest F.B.C. |  |  |

| 24 de mayo de 1931 | Stormers | 0-4 | Club The Strongest |  |  |

| 25 de mayo de 1931 | Club Junín | 1-2 | Club The Strongest |  |  |

| Noviembre de 1935 | Club The Strongest | - | Stormers                                  |  |  |
|                   |                    |   | Ganó Stormers por resultado indeterminado |  |  |

### Cochabamba-La Paz
| 14 de septiembre de 1920 | Racing | 4-0 | The Strongest F.B.C. |  |  |

| 14 de septiembre de 1921 | Racing | 3-1 | The Strongest F.B.C. |  |  |

| 26 de abril de 1931 | The Strongest F.B.C. | 3-2 | New Players |  |  |

## PALMARES

### Torneo Interdepartamental (1905 - 1949)
| Temporada | Campeón           | Subcampeón      |
| --------- | ----------------- | --------------- |
| 1905      | Oruro Royal       | Thunder F.B.C.  |
| 1906      | Thunder F.B.C.    | Oruro Royal     |
| 1907      |                   |                 |
| 1908      |                   |                 |
| 1909      |                   |                 |
| 1910      |                   |                 |
| 1911      |                   |                 |
| 1912      |                   |                 |
| 1913      | Oruro Royal       | The Strongest   |
| 1914      |                   |                 |
| 1915      | The Strongest     | Oruro Royal     |
| 1916      |                   |                 |
| 1917      |                   |                 |
| 1918      |                   |                 |
| 1919      |                   |                 |
| 1920      | Racing Cochabamba | The Strongest   |
| 1921      | Racing Cochabamba | The Strongest   |
| 1922      |                   |                 |
| 1923      |                   |                 |
| 1924      |                   |                 |
| 1925      |                   |                 |
| 1926      |                   |                 |
| 1927      |                   |                 |
| 1928      |                   |                 |
| 1929      |                   |                 |
| 1930      | Bolívar Nimbles   | The Strongest   |
| 1931      | The Strongest     | Stormers        |
| 1931      | The Strongest     | Junín           |
| 1931      | The Strongest     | New Players     |
| 1932      |                   |                 |
| 1933      | GUERRA DEL CHACO  |                 |
| 1934      | GUERRA DEL CHACO  |                 |
| 1935      | Stormers          | The Strongest   |
| 1936      | The Strongest     | Bolívar Nimbles |
| 1937      |                   |                 |
| 1938      |                   |                 |
| 1939      |                   |                 |
| 1940      |                   |                 |
| 1941      |                   |                 |
| 1942      |                   |                 |
| 1943      |                   |                 |
| 1944      |                   |                 |
| 1945      | Oruro Royal       |                 |
| 1946      | Oruro Royal       |                 |
| 1947      | Litoral           |                 |
| 1948      | Litoral           |                 |
| 1949      | Litoral           | Veltzé          |

## Torneo Nacional de Fútbol

### Torneo Interdepartamental (1915 - 1959)
| Temporada | Campeón                      | Subcampeón         |
| --------- | ---------------------------- | ------------------ |
| 1915      | La Paz                       | Cochabamba         |
| 1916      |                              |                    |
| 1917      | Cochabamba                   | La Paz             |
| 1918      |                              |                    |
| 1919      |                              |                    |
| 1920      |                              |                    |
| 1921      |                              |                    |
| 1922      |                              |                    |
| 1923      |                              |                    |
| 1924      |                              |                    |
| 1925      | La Paz                       | Cochabamba         |
| 1926      | Cochabamba                   | Chuquisaca         |
| 1927      | Potosí                       | Cochabamba         |
| 1928      | Cochabamba                   | La Paz             |
| 1929      | Oruro                        | Potosí             |
| 1930      |                              |                    |
| 1931      | Cochabamba                   | Llallagua          |
| 1932      |                              |                    |
| 1933      |                              |                    |
| 1934      |                              |                    |
| 1935      |                              |                    |
| 1936      | La Paz                       | Tarija             |
| 1937      | La Paz                       | Oruro              |
| 1938      |                              |                    |
| 1939      | Cochabamba                   | Santa Cruz         |
| 1940      |                              |                    |
| 1941      | La Paz                       | Chuquisaca         |
| 1942      | Chuquisaca                   | Cochabamba         |
| 1943      | La Paz                       | Pulacayo           |
| 1944      | Chuquisaca                   | Cochabamba         |
| 1945      | Cochabamba                   | La Paz             |
| 1946      |                              |                    |
| 1947      | Cochabamba, Potosí, Pulacayo |                    |
| 1948      | Cochabamba, La Paz           | Lallagua, Pulacayo |
| 1949      |                              |                    |
| 1950      | La Paz                       | Oruro              |
| 1951      |                              |                    |
| 1952      | Cochabamba                   | Llallagua, Potosí  |
| 1953      |                              |                    |
| 1954      | La Paz                       | Tarija             |
| 1955      |                              |                    |
| 1956      |                              |                    |
| 1957      |                              |                    |
| 1958      |                              |                    |
| 1959      | Oruro                        | La Paz             |